# Vespertilio murinus
Il serotino bicolore (Vespertilio murinus  Linnaeus, 1758) è un pipistrello della famiglia dei Vespertilionidi diffuso nell'Ecozona paleartica.

## Descrizione

### Dimensioni
Pipistrello di medie dimensioni, con la lunghezza della testa e del corpo tra 54 e 66 mm, la lunghezza dell'avambraccio tra 41 e 50 mm, la lunghezza della coda tra 37 e 48 mm, la lunghezza del piede tra 8 e 10 mm, la lunghezza delle orecchie tra 12 e 16 mm, un'apertura alare fino a 31 cm e un peso fino a 20 g.

### Aspetto
La pelliccia è lunga e folta. Il colore generale del corpo è brizzolato, dovuto principalmente al colore biancastro della punta dei peli bruno-nerastri, mentre i fianchi del ventre e la gola sono interamente bianchi. Il muso è bruno-nerastro, gli occhi sono piccoli. Le orecchie sono corte, larghe, triangolari, con il bordo posteriore che si estende alla base, attraverso l'antitrago, fino all'angolo posteriore della bocca. Il trago è corto, con l'estremità arrotondata e piegata in avanti. Le ali sono strette ed attaccate posteriormente alla base delle dita dei piedi. La punta della lunga coda si estende leggermente oltre l'ampio uropatagio. Il calcar è lungo e fornito di una carenatura ben sviluppata. Le femmine hanno due paia di mammelle. Il cariotipo è 2n=38 FN=50.

### Ecolocazione
Emette ultrasuoni a basso ciclo di lavoro con impulsi di lunga durata a frequenza iniziale a 55 kHz e finale a 23 kHz.

## Biologia

### Comportamento

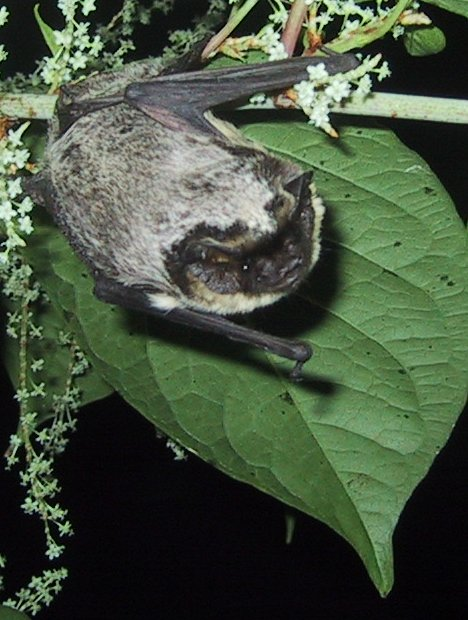
Serotino bicolore a riposo nella vegetazione

Si rifugia solitariamente o in piccoli gruppi nelle fessure e nei crepacci rocciosi, nelle feritoie dei fabbricati, sotto travi ed imposte e nelle cavità degli alberi, mentre in inverno preferisce fabbricati e fessure rocciose, più raramente in siti sotterranei. Si adatta alle bat-boxes. Entra in ibernazione tra ottobre e marzo in ambienti con temperature estremamente basse, fino a -2,6 °C ed umidità tra il 47 e 72%. Formano vivai composti da 10 a 100 femmine e loro piccoli, mentre i maschi sono solitari o raggruppati fino a 100 individui. L'attività predatoria inizia tardi la sera, il suo volo è rapido, rettilineo ed effettuato molto in alto a circa 20 metri dal suolo. Oltre agli ultrasuoni emette un suono stridulo udibile dall'uomo, particolarmente mentre si nutre. Le popolazioni più settentrionali possono effettuare migrazioni stimate fino a circa 1.780 km di distanza.

### Alimentazione
Si nutre di piccoli insetti e talvolta di scarafaggi e falene, catturati sopra specchi d'acqua o intorno a fonti luminose artificiali.

### Riproduzione
Le nascite avvengono tra giugno e i primi di luglio. Le femmine danno alla luce 2 o 3 piccoli alla volta, dopo una gestazione di 40-50 giorni. Lo svezzamento avviene dopo circa 6-7 settimane e la maturità sessuale viene raggiunta dopo un anno. L'aspettativa di vita è fino a 5 anni.

## Distribuzione e habitat
Questa specie è diffusa ampiamente nell'Ecozona paleartica dai Pirenei attraverso tutta l'Asia centrale fino alla Cina nord-orientale e ad un'isola del Giappone. In Italia è stata segnalata in Piemonte, Lombardia, Trentino-Alto Adige, nella Provincia di Belluno e nel Friuli-Venezia Giulia settentrionale.
Vive nelle foreste decidue a foglia larga, nelle boscaglie, steppe, nelle zone urbane e nelle coltivazioni fino a 3.400 metri di altitudine. Nella parte più meridionale dell'areale preferisce le zone montagnose.

## Tassonomia
Sono state riconosciute 2 sottospecie:
- V.m.murinus: Francia, Belgio, Paesi Bassi, Lussemburgo, Svizzera, Italia nord-orientale, Liechtenstein, Austria, Germania, Danimarca, Polonia, Repubblica Ceca, Slovacchia, Ungheria, Slovenia, Croazia, Montenegro, Macedonia, Serbia, Albania, Grecia settentrionale, Bulgaria, Romania, Moldavia, Ucraina, Bielorussia, Lituania, Lettonia, Estonia; Norvegia, Svezia e Finlandia meridionali; Turchia nord-orientale, Armenia, Azerbaigian, Georgia, Russia occidentale, meridionale e centrale, Iran centrale e nord-orientale, Turkmenistan, Afghanistan settentrionale, Uzbekistan, Kazakistan, Kirghizistan, Tagikistan; province cinesi dello Xinjiang e Gansu;
- V.m.ussuriensis (Wallin, 1969): Siberia sud-orientale, dalla regione del Lago Bajkal alle coste dell'Oceano Pacifico, Mongolia, province cinesi della Mongolia interna e dell'Heilongjiang; isola giapponese di Rebun.

## Conservazione
La IUCN Red List, considerata la popolazione numerosa e il vasto areale, classifica V.murinus come specie a rischio minimo (Least Concern)). Nessun declino nella popolazione è stato rilevato e non sono note minacce estese.